# 骨なし魚
骨なし魚（ほねなしさかな）とは、骨を抜いた魚及びその切り身のこと。

## 製造方法
- 作成方法は、冷凍魚を解凍後、魚からピンセット等で骨を取り除き、ばらけた身を結着剤で接着、形を整える。完成後は、X線検査により骨の有無を確認する業者も存在する。
- コストとの関係から中華人民共和国[1]、タイ王国、ベトナムなどの人件費が安い海外工場で生産される。
- 一部の日本料理店では、ハモの小骨を丹念に一本一本抜き取っていく（一般的にハモは小骨が多いため、骨切りといって包丁で小骨を細かく切断して小骨ごと食べる）。当然、コスト削減を狙った上記と異なり高価である。

## 消費ターゲット
- 当初は、嚥下機能が衰えた高齢者、病人向けの食材という特定分野の業務用が主流であったが、骨を気にしないで魚が食べられるという部分が受け入れられた。
- 震動のため手元を気にする必要がある列車の食堂車、骨の存在からクレームが付きやすい外食チェーン店などでも導入が進められている。
- 外食産業で一定の評価を得たことから一般消費者向けも販売され始めた。

## 開発
- 骨なし魚自体は、既にシメサバなど加工品の形で一般的に出回っていたものもある。
- 対象魚種の拡大と特定分野を意識した市場形成は、大冷が1998年に業務用として商品化した「骨なしタチウオ」が発端と言われている。

## 消費者行動と魚への評価
- 手間を掛けない魚を求める消費者の動きについては、海産物の消費拡大や、高齢者の健康増進にも繋がり、多方面で好評価が得られている一方、消費者の嗜好を理解しつつも食文化への悪影響を懸念する評論家もおり、議論は複雑なものとなっている。

## 他の処理方法
- 魚の骨の処理方法として抜くのではなく、骨を柔らかくすることによって骨を気にせず食べられるようにすることも伝統的におこなわれている[2]。